# Oxalme

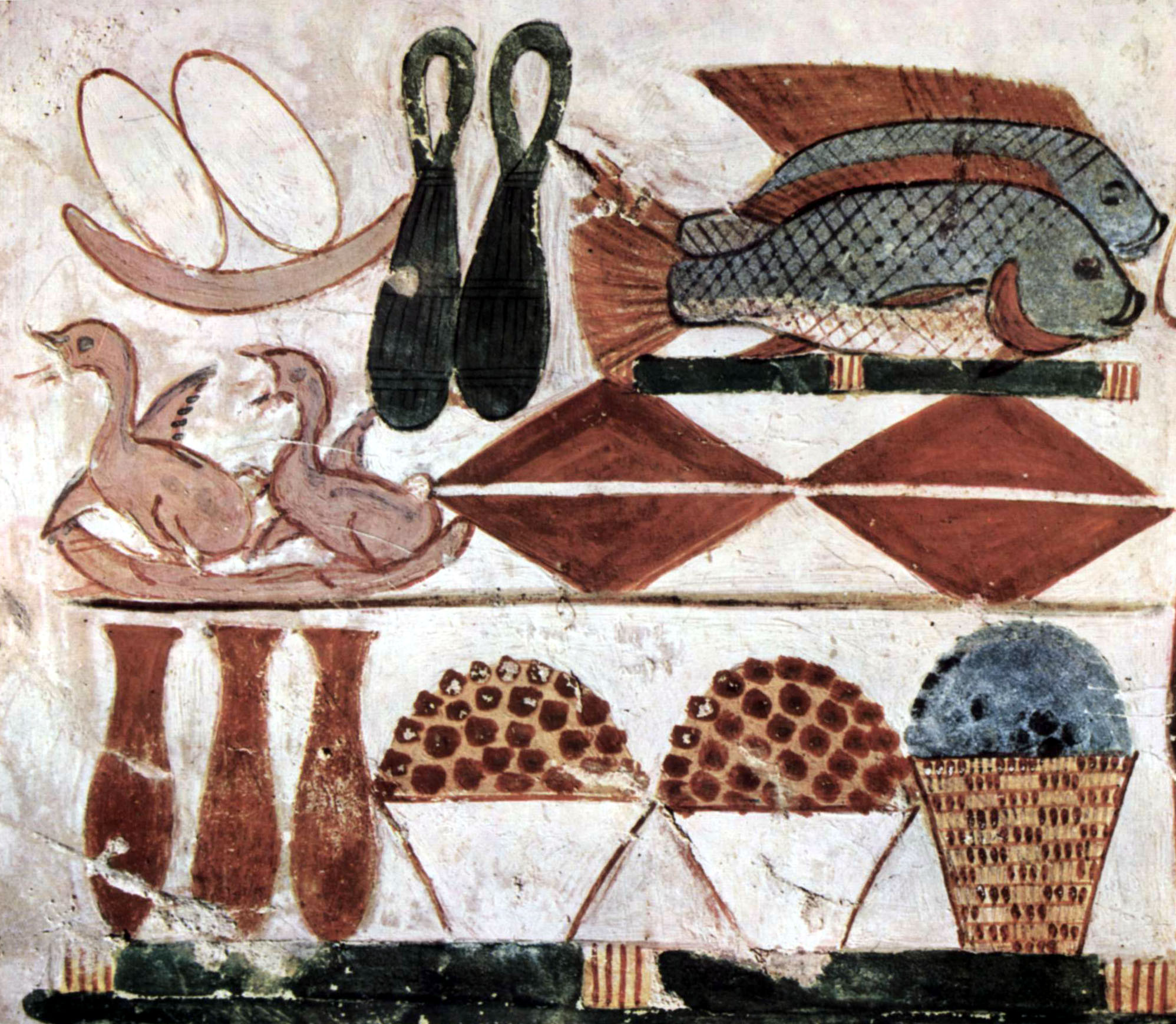
Menjar egipci en una ofrena a una tomba

L'oxalme és una salmorra amb vinagre que a l'antic Egipte i posteriorment a Roma es feia servir com a salsa i que servia sobretot per amanir verdura. L'aparició d'aquesta salsa s'emmarca en el context dels inicis dels descobriments egipcis pel que fa a les propietats de la sal, sobretot com a element conservador.
Al segle xvi aquesta substància s'utilitzava per curar llagues, infeccions, mossegades d'animals i mossegades d'animals verinosos.
Avui en dia, en veterinària, encara s'empra aquesta barreja per curar les ferides d'alguns animals.